# Aeschynomene lewisiana
Aeschynomene lewisiana är en ärtväxtart som beskrevs av Afr.Fern. Aeschynomene lewisiana ingår i släktet Aeschynomene och familjen ärtväxter. Inga underarter finns listade i Catalogue of Life.